# ファルトレク
ファルトレク(スウェーデン語: fartlek、英語: speed play)は、マラソンのトレーニング方法のひとつ。
速いペースとゆっくりのペースを繰り返しながら20～60分程度の時間を不整地や丘陵、アップダウンのある坂道、直線的に走れないクランクなどを走り続けるトレーニングでスタミナとスピードを同時に効率よく強化できる練習方法とされる。
ハードエフォードとリカバリーを交互に行うイメージを感覚的に持ちトレーニングする事で、持久走において高負荷走行後に起きる乳酸蓄積を走行しながら除去する能力を鍛錬出来る。
特に陸上長距離走やマラソンの走力を高めるのに効果的。
マラソンで後半の駆け引きに強いケニアの選手が日常的なトレーニングメニューとしていた事から海外では早くから人気の練習方法。
近年、日本の中長距離選手やトレイルランナーや持久力を必要とするアスリートが、練習メニューとして取り入れ始めている。
比較的短時間のトレーニングで以下の効果が得られるとされる。
1. 心肺機能の強化(特に最大酸素摂取量VO2max増加)
2. スピード・持久力の強化
3. 身体・体軸バランスと脚力の強化
4. アップダウンの走り方とペース変化への対応性(長距離レースにおける後半戦での駆け引き能力向上)

インターバル走に近いトレーニング内容だが、ケニア人が行っていたメニューはタイムを気にすることなく、その日の体調やリズムで緩急を付け仲間と楽しく走る事によって効果をあげていたのではないかと言われている。
海外選手がいち早く取り入れていたのに対して日本人に馴染みが薄かったのは、ファルトレクがこうした感覚的なメニューなのに対して、日本のトレーニングメニューの多くはタイムなど数値・指標を重視する傾向にあったからだと言われる。
発祥は、スウェーデンの軍隊でのメニューで、Ｇホルマーというスウェーデン人コーチが長距離ランナーのトレーニングとして応用したために「ファルトレク」というスウェーデン語を用いたトレーニングメニューとして呼ばれるようになった。